# Iszap

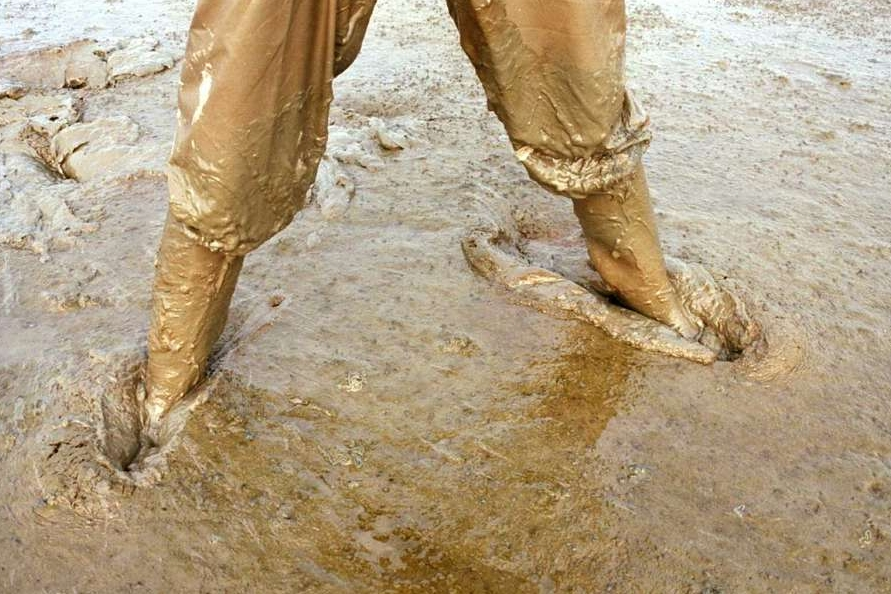
Iszapban

Az iszap olyan a vízben lebegtetett hordalékból kiülepedő vagy a jégár alatt szállított laza üledék, amely tömegének több mint a fele kőzetliszt. Az iszapok kötöttsége szerint megkülönböztetjük a vízben széteső, laza aleuritot az erősebben kötött, tömör aleurolittól. Ezek neve a görög aleuron (= liszt) és lithosz (kő) szavak összevonásából származik. Az aleurit még egyértelműen laza üledék, az aleurolitot már üledékes kőzetnek tekinthetjük.

## Keletkezése, üledékföldtani csoportosítása
A törmelékesnek nevezett szemcsék közül a homok és az kőzetliszt zömmel a fizikai, az agyag a kémiai mállás terméke. Ezeket a szemcséket vagy a szél vagy a víz elszállítja eredeti helyükről (előfordul, hogy e két folyamat többször is váltja egymást). A lerakott, laza üledék szövetét, szerkezetét döntően meghatározza, hogy milyen szállító közegből ülepedett ki, és ennek megfelelően máshogyan is nevezzük őket: a szélfútta, zömmel kőzetliszt méretű szemcsékből álló üledék a lösz; a vízből ülepedő, zömmel kőzetliszt méretű szemcsékből álló üledék az iszap. Lerakódásuk környezete szerint megkülönböztetünk:

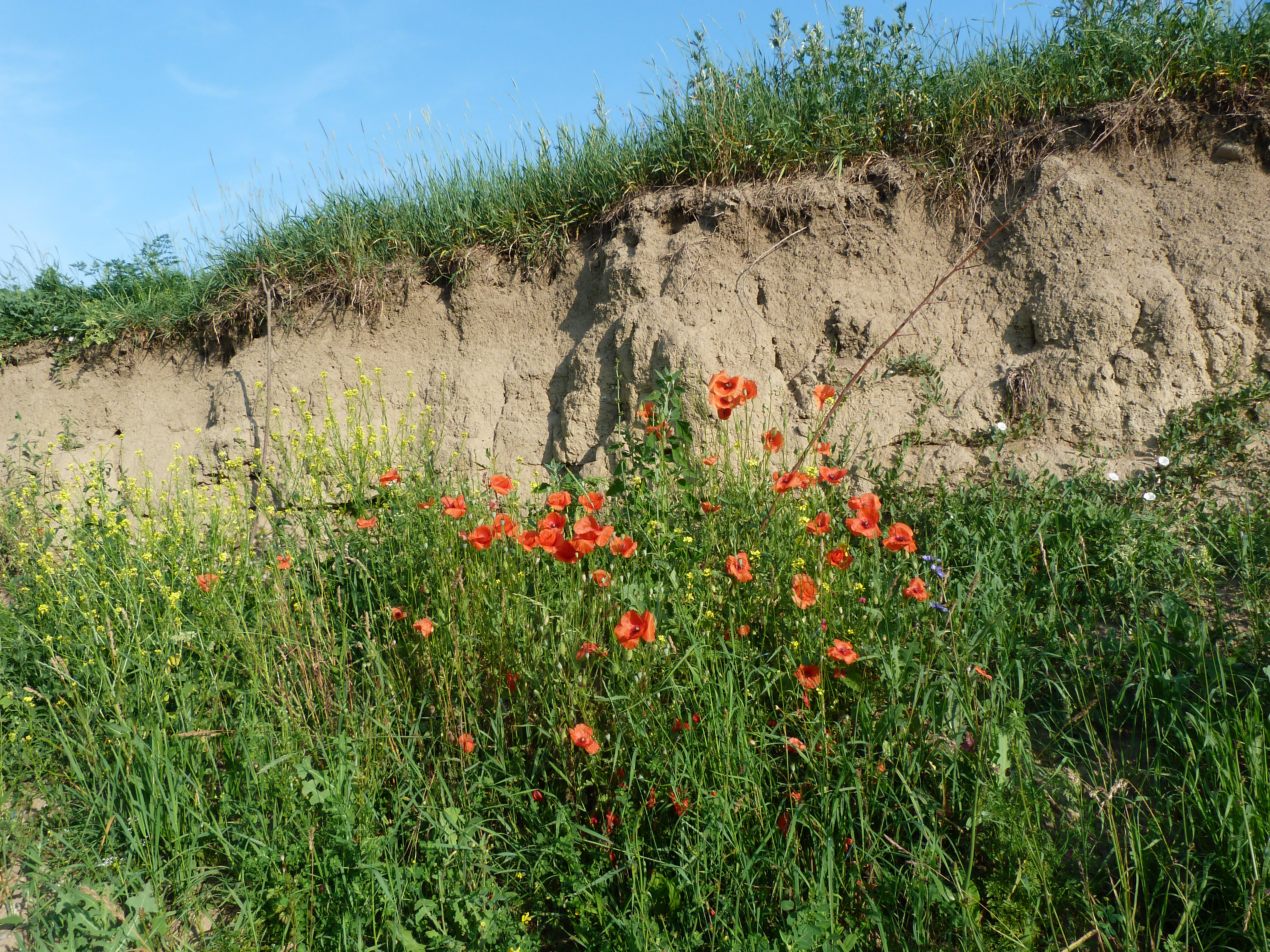
A Nagy-Küküllő partfala Székelykeresztúrnál

- folyóvízi,

- tavi,
- glaciális,
- tengerparti és
- sekélytengeri

iszapokat.

## Szemcsék és kötőanyag
A törmelékanyag mállása a vízi szállítás közben folyamatos, ezért a vízből lerakódott üledékben túlsúlyba kerülnek a kémiai mállásnak leginkább ellenálló ásványok:
- kvarc (többség),
- földpátok (főleg plagioklász),
- csillámok (szericit, klorit).

Járulékos ásványok:
- andaluzit,
- apatit,
- amfibol,
- augit,
- diopszid,
- epidot,
- zoizit,
- gránát,
- rutil,
- disztén,
- turmalin,
- glaukonit,
- pirit,
- hematit,
- magnetit,
- ilmenit,
- sziderit.

Az iszap pórusaiban (szemcseközi terében) kiváló másodlagos ásványok összeragasztják, összekötik a törmelékes szemcséket, ezért ezeket az iszapból keletkező aleurolit kötőanyagának (cementjének) nevezzük. Az aleurolit kötőanyagában a leggyakrabban az alábbi ásványok fordulnak elő:
- agyagásványok,
- karbonátásványok,
- kova,
- vas-oxi-hidroxidok,
- szulfátásványok,
- szerves anyagok.

## Kémiai összetétele
Ásványtani összetételéből adódóan az iszap legjelentősebb kémiai összetevője a szilícium-dioxid. Az alumínium jellemzően a törmelékes szilikátokban (főleg a földpátokban) és az agyagásványokban fordul elő, a vas a színes szilikátokban (amfibolok, piroxének), az opak ásványokban (magnetit, ilmenit, hematit) és a cement oxi-hidroxidjaiban, a magnézium a kloritban és a dolomitban, a kalcium kisebbrészt törmelékes kalcitszemcsékben, nagyobbrészt a meszes cementben. A nátrium többnyire nagyobbrészt földpátokban és kisebbrészt agyagásványokban, a kálium nagyobbrészt agyagásványokban és kisebbrészt a káliföldpát maradványaiban van jelen; a kén főleg piritben, anhidritben és gipszben lehet.

## Iszap a talajmechanikában
Ugyancsak az iszap megnevezést használjuk talajok szemnagyság szerinti osztályozásakor a 0,063 és 0,002 mm közötti szemnagyságú frakcióra. A talajmegnevezések sorában a homok (2 mm–0,063 mm) és az agyag (0,002 mm-nél kisebb) között foglal helyet.